# Плетньов Кирило Володимирович
Кирило Володимирович Плетньов (рос. Кирилл Владимирович Плетнёв; нар. 30 грудня 1979, Харків, Харківська область, Українська РСР, СРСР) — російський актор театру, кіно та телебачення, кінорежисер, сценарист, продюсер.

## Біографія
Кирило Плетньов народився 30 грудня 1979 року в місті Харкові Української РСР. Батько — Володимир Плетньов, інженер-винахідник. Мати — Тамара Федорівна, майстер спорту міжнародного класу з бальних танців. Через рік після народження Кирила родина переїхала до Ленінграду. У нього є молодший брат Михайло, архітектор.
З чотирирічного віку Кирило почав займатися спортивними бальними танцями, до яких його залучила мама. Брав участь у всіх танцювальних конкурсах, що проводилися в піонерських таборах, де часто виборював перші місця. Згодом став чемпіоном Європи з сучасних танців.
До дев'ятого класу середньої школи навчався в дитячо-юнацькій спортивній школі «Зміна» футбольного клубу «Зеніт», але футбол не любив. Займався також скелелазінням у шкільному туристичному гуртку. Середню загальну освіту отримав у школі з театральним профілем.
У 1996 році, у шістнадцятирічному віці, Кирило Плетньов вступив на акторський факультет Санкт-Петербурзької державної академії театрального мистецтва (СПбДАТМ) (курс режисера Володимира Вікторовича Петрова). Вступні екзамени здавав на режисерський факультет, але члени приймальної комісії, зіславшись на його молодий вік та відсутність у нього життєвого досвіду, запропонували йому вчитися на актора. Після закінчення академії в 2000 році показувався в декількох московських театрах. Зрештою, увійшов до трупи Московського драматичного театру під керівництвом Армена Джигарханяна і переїхав до Москви.
З 2000 року активно знімається в кіно і телесеріалах.
Навесні 2003 року пішов з театру Армена Джигарханяна. З цього ж року почав роботу з театральним режисером Іриною Керученко.
У 2009 році в парі з Дариною Резніковою взяв участь у четвертому сезоні розважального телешоу «Танці з зірками», де пара посіла шосте місце.
У 2014 році закінчив факультет кінодраматургії та кінорежисури Вищих курсів кіно і телебачення Всеросійського державного університету кінематографії імені С. А. Герасимова (ВДІК) (майстерня Дениса Вікторовича Родиміна та Володимира Олексійовича Фенченкоа). Його перша режисерська робота — короткометражний художній фільм «6:23», який розповідає про актора, який отримує важку звістку під час вистави. Фільм був відзначений нагородами фестивалів, у тому числі 33-го Міжнародного студентського фестивалю ВДІК. Дипломна робота режисера Плетньова — короткометражний художній фільм «Настя» — стала володарем головного призу студентського журі 34-го Міжнародного студентського фестивалю ВДІК, головного призу конкурсу «Кінотавр. Короткий метр» у 2015 році, а також призу у конкурсі короткометражних фільмів Міжнародного фестивалю фільмів про права людини «Сталкер» 2015 року. Успіх фільму «Настя» допоміг профінансувати третій короткометражний фільм Кирила Плетньова — «Мама».
У 2014 році був членом Експертної ради Другого Всеросійського відкритого конкурсу сценаріїв та кіноробіт «Кінопризив» у Москві.

### Особисте життя
Кирило Плетньов був одружений з акторкою Лідією Мілюзіною (2010—2012). Від цього шлюбу у них народився син Федір (нар.. 20 квітня 2011).
У актора є ще старший син Георгій (нар.. 2007).
Кирило Плетньов живе громадським шлюбом з акторкою Ніно Нінідзе (дочкою Ії Нінідзе). 13 грудня 2015 року у пари народився син Сандрік(Олександр).

## Творчість

### Фільмографія

#### Актор
1. 2000 — Убивча сила 2 (серія № 4 «Дачний сезон») —  Діма, хлопець на пляжі
2. 2002 — Ведмежий поцілунок —  Нік
3. 2002 — Тайга. Курс виживання —  Олексій
4. 2004 — Далекобійники 2 (серія № 6 «Полуторка») — Серьога, чорний археолог
5. 2004 — Діти Арбата —  Федько-кооператорщик
6. 2004 — Диверсант —  Олексій Петрович Бобриков, молодший сержант / молодший лейтенант / старший лейтенант / капітан
7. 2004 — Легенда про Кащея, або В пошуках тридесятого царства —  Жар
8. 2004 — Па —  Кирило
9. 2004 — Самара-містечко —  «Кідала», лже-перекладач
10. 2004 — Штрафбат (серії № 1-2) —  Дубінін
11. 2005 —  Неслужбове завдання 2. Вибух на світанку —  Польовий, старший лейтенант, командир групи
12. 2005 — Золоті хлопці —  Гриша Чайка
13. 2005 — Солдати 3 —  Денис Анатолійович Неліпа («Береза»), рядовий (з 2-ї серії — молодший сержант)
14. 2006 — Дурдом (Україна) —  Михайло Мішин, старший лейтенант
15. 2006 — Під зливою куль (фільм № 1 «Секретна зброя», фільм № 2 «Діти генерала», фільм № 3 «Госпіталь», фільм № 4 «Протистояння») — Андрій Безфамільний, молодший лейтенант / лейтенант, командир розвідки, колишній безпритульний' '
16. 2006 — Російський переклад —  Євген Андрійович Кондрашов, старший лейтенант міліції, оперативник
17. 2006 — З Дону видачі немає —  Віктор, бандит
18. 2006 — Голландський пасаж — Володимир Валентинович Лосєв, син злодія «в законі» Валентина Івановича Лосєва («Сохатого»)
19. 2006 — Пристрасті за кіно, або Панове кіношники —  Слава Нечаєв
20. 2007 — Утікачки —  Вася
21. 2007 — Дев'ять життів Нестора Махна — Владислав Данилевський, син пана Івана Казимировича Данилевського, брат Вінценти
22. 2007 — Диверсант 2: Кінець війни —  Олексій Петрович Бобриков, старший лейтенант / капітан
23. 2008 — Адмірал —  Фролов, мічман
24. 2008 — Аеропорт 2 (серія № 14 «Десять відсотків») —  Антон Столяров, син художника Віктора Петровича Васильєва
25. 2008 — Ваша зупинка, мадам! —  Роман
26. 2008 — Громови. Будинок надії —  Юрій («Йорик»)
27. 2008 — Золото Трої —  Джонатан Вешлі
28. 2008 — Кохання-зітхання 2 —  Віктор Павлович Сіньков / Вікторія Павлівна Сінькова
29. 2008 — Один день —  Віктор
30. 2009 —  Десантура. Ніхто, крім нас —  Олексій Кудінов, лейтенант / старший лейтенант
31. 2009 — Канікули суворого режиму —  Геннадій Петрович Васильков («Артист»), засуджений
32. 2009 — Одну тебе люблю —  Сергій Уфімцев, син Іллі та Клавдії
33. 2009 — Піп —  Олексій Луготінцев
34. 2009 — Правило лабіринту —  Костянтин
35. 2009 — За загадкових обставин (Україна) (фільм № 2 «Нещадне кохання», фільм № 3 «Наступна станція — смерть», фільм № 4 «Кава по-диявольськи») —  Олексій Сирота, старший лейтенант міліції (з фільму № 4 — капітан), слідчий, працівник карного розшуку
36. 2009 — Наказано знищити! Операція: «Китайська шкатулка» —  Олександр Садков, диверсант, радист
37. 2009 — Перерваний політ Гері Пауерса (документальний) —  Айвазян
38. 2010 — Олександра —  Михайло, геолог, сусід Олександри
39. 2010 — Віра, Надія, Любов —  Ілля Строєв, син Віри та Віктора
40. 2010 — Голоси (серія № 7) —  Стас Годеєв
41. 2010 — Шукаю тебе —  Артем
42. 2010 — Лісовик. Продовження історії —  Євген, механік
43. 2010 — Рейдер —  Олександр Пахомов, співробітник особливого відділу НДІ «Мікроточмаш»
44. 2011 — Варення з сакури —  технік
45. 2011 — Кохання і розлука —  Лачо Чубаров, циган
46. 2011 — Піраньї —  Максим Нечаєв, рибінспектор
47. 2011 — Пильна робота —  Петро Земцов, оперативник, співробітник районного відділу міліції, колишній військовий
48. 2011 — Я дочекаюся… —  Сергій
49. 2012 — Серпень. Восьмого —  танкіст, командир головного танка
50. 2012 — Друге повстання Спартака —  «Марсель», злодій «у законі»
51. 2012 — Одного разу в Ростові —  Павло Костянтинович Карпухін, капітан карного розшуку (Угро)
52. 2012 — Дорога на острів Пасхи —  Павло Аркадійович Малахов, слідчий
53. 2013 — Мама-детектив —  Максим Васильович Марецький, слідчий ГУВС міста Москви, колега слідчої Лариси Іванівни Льовіної
54. 2013 — Роман з кокаїном —  Василь Буркевіц
55. 2013 — Клянемося захищати —  Геннадій Харламов, сержант
56. 2013 — Метро —  Сергій Назимов, телекореспондент
57. 2014 — Небо занепалих —  Павло Миколайович Шарманов, власник найбільшої авіаційної компанії
58. 2014 — Форт Росс: У пошуках пригод —  Дмитро Іринархович Завалішин, лейтенант, командир загону морської піхоти російського флоту
59. 2014 року — Не в хлопцях щастя —  Володимир
60. 2014 року — Невипадкова зустріч —  Андрій Колесников («Коліщатко»), колишній друг Сергія
61. 2014 року — Поспішайте любити —  Станіслав, колишній чоловік Асі
62. 2014 року — Досвід реконструкції —  Євген Олександрович Сімаков, слідчий
63. 2014 року — Настя (короткометражний) —  епізод
64. 2015 — непідсудність —  Олександр Миколайович Волков
65. 2016 — Кохання з обмеженнями —  Саня, охоронець медичного центру
66. 2016 — П'ятниця —  Максим
67. 2016 — Вікінг —  Олег Святославич, князь древлянський
68. 2016 — РВВС —  Малас, старший лейтенант
69. 2016 — Ялинки 5 —  Костянтин
70. 2016 — Фейк (короткометражний) —  епізод
71. 2016 — Колектор —  Євген, охоронець фірми  (голос за кадром)
72. 2017 — Три дні до весни —  Володимир Андрєєв, офіцер НКВС
73. 2017 — Безпека —  Кирило Павлович Копєйкін, капітан поліції, старший оперуповноважений кримінальної поліції
74. 2017 — Мішок без дна —  розбійник
75. 2017 — Доктор Ріхтер —  Олег
76. 2017 — Зажигай! —  епізод  (немає в титрах)
77. 2018 — Без мене —  Ваня
78. 2018 — А. Л. Ж. И. Р. (у виробництві) —  начальник охорони табору

#### Режисер
- 2012 — «Собака і серце» (короткометражний)
- 2013 — «6:23» (короткометражний)
- 2015 — «Настя» (короткометражний)
- 2016 — «Мама» (короткометражний)
- 2017 — «Зажигай!»
- 2018 — «Мама назавжди»
- 2018 — «Без мене»
- 2018 — «Сім вечорів»

#### Сценарист
- 2013 — «6:23» (короткометражний)
- 2015 — «Настя» (короткометражний)
- 2016 — «Мама» (короткометражний)
- 2017 — «Зажигай!»

#### Продюсер
- 2017 — «Зажигай!»

### Ролі в театрі
1. 2000 — «Ревізор» — Бобчинський-Добчинський (Московський драматичний театр під керівництвом Армена Джигарханяна)
2. 2000 — «Казки Вченого Кота» — Кіт Вчений (Московський драматичний театр під керівництвом Армена Джигарханяна)
3. 2001 — Божевільний день, або Одруження Фігаро — Фігаро (Московський драматичний театр під керівництвом Армена Джигарханяна)
4. 2001 — «Закрий очі — розповім тобі казки» — Фома (Московський драматичний театр під керівництвом Армена Джигарханяна)
5. 2004 — «Фантомні болі» — Дмитро (Школа-студія МХАТ і Театр.doc)
6. 2005 — «Гедда Габлер» — Ейлерт Левборг (Школа-студія МХАТ і Центр імені Вс. Мейєрхольда)
7. 2007 — «Я — кулеметник» — хлопець 20-30 років (Центр драматургії і режисури п/к О. Казанцева та М. Рощина)
8. 2011 — «Злочин і покарання» Федора Достоєвського, режисер Лев Еренбург — Родіон Романович Раскольніков (МХТ ім. Чехова)

## Нагороди та номінації

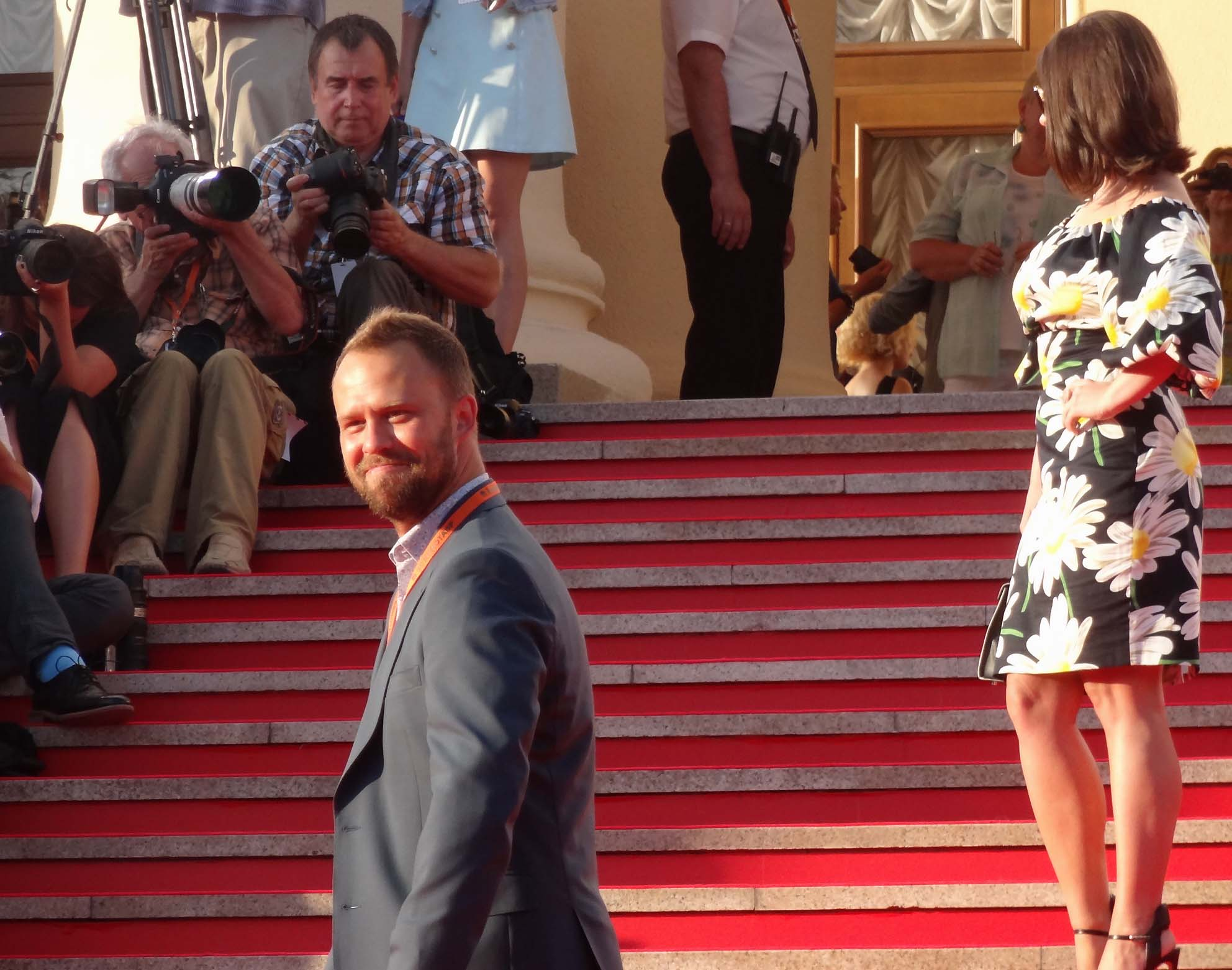
Кирило Плетньов на кінофестивалі «Кінотавр» у Сочі, 17 червня 2015 року.

- 2001 — номінація на премію «Московські дебюти» за найкращу чоловічу роль («Божевільний день, або Одруження Фігаро»)
- 2005 — приз за найкращу чоловічу роль фестивалю «Нова драма» («Фантомні болі»)
- 2006 — приз «Золотий меч» за найкращу чоловічу роль IV Міжнародного фестивалю військового кіно ім. Ю. М. Озерова (х/ф «Протистояння»)
- 2007 — премія газети «Московський комсомолець» за найкращу чоловічу роль у категорії «Початківці» («Я — кулеметник»)
- 2007 — премія «Чайка» (номінація «Прорив») за роль у виставі «Я — кулеметник»
- 2014 — фестиваль студентського кіно «Свята Анна» — спеціальний приз «Фільм Про» і програми «Індустрія кіно» («6:23»)[5]
- 2014 — XV Міжнародний телекінофорум «Разом» (Ялта) — приз за найкращий дебют («6:23»)[13]
- 2015 — кінофестиваль «Кінотавр» — Головний приз конкурсу «Кінотавр. Короткий метр» («Настя»)
- 2015 — кінофестиваль «Сталкер» — приз за найкращий короткометражний фільм («Настя»)[7]
- 2017 — премія «Золотий орел» за найкращий короткометражний фільм («Мама»)